# Natalia Górriz
Natalia Górriz de Morales (Chimaltenango, Guatemala 21 de julio de 1868 - 20 de octubre de 1941) fue una maestra guatemalteca quien tras graduarse de profesora en el Instituto Belén en 1884, desarrolló una intensa labor en beneficio de las docentes guatemaltecas: fue profesora de pedagogía y gramática y luego directora del Instituto en 1891, cuando apenas tenía veintrés años de edad.  En 1888 promovió la formación de la «Escuela Normal de Señoritas» que se formó en el antiguo instituto Belén y por la que no cobró recargo alguno al gobierno guatemalteco. En 1892, el gobierno del general José María Reina Barrios la promovió al puesto de Inspectora General de las Escuelas de niñas de la Ciudad de Guatemala. Escribió un libro dedicada a Cristóbal Colón al cumplirse el cuarto centenario del Descubrimiento de América en 1892, tras lo cual su carrera docente quedó truncada cuando contrajo matrimonio con el ministro de Fomento y de la Guerra del general José María Reina Barrios, el licenciado Próspero Morales, en 1894.
Tras la renuncia de su esposo al gabinete de gobierno del general Reina Barrios debido a la crisis económica que vivía Guatemala a mediados de 1897, estuvo un tiempo exiliada en Tapachula, México desde donde su Morales intentó invadir Guatemala y derrocar al nuevo presidente, el licenciado Manuel Estrada Cabrera, quien había asumido el mando el 8 de febrero de 1898 tras el asesinato del presidente Reina Barrios y a quien Morales conocía muy bien ya que Estrada Cabrera había sido ministro de Gobernación de Reina Barrios.  La invasión fracasó y pocos días después de la derrota falleció Morales.  Górriz de Morales entonces retomó su carrera docente y llegó a ser socia de la Sociedad Geográfica de Madrid, miembro de la Academia de Geografía e Historia de Guatemala, y representante de Guatemala ante la feminista Liga Internacional de Mujeres Ibéricas e Hispanoamericanas.

## Reseña biográfica

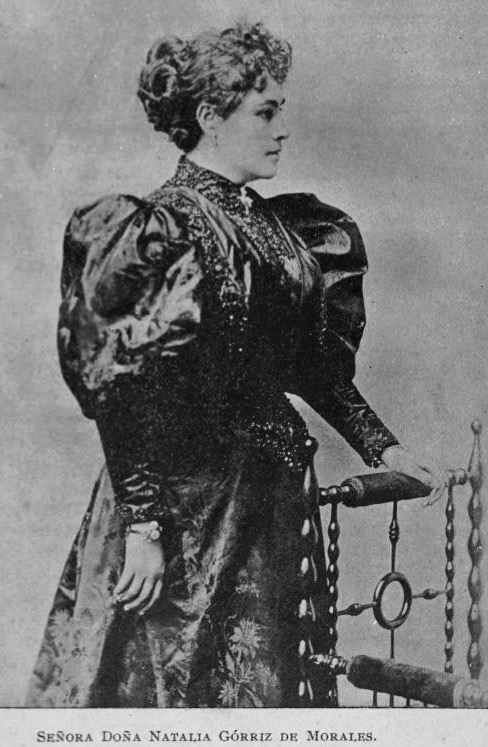
Fotografía de Natalia Górriz, publicada en La Ilustración Guatemalteca en 1896.

Górriz de Morales se graduó del Instituto Belén en 1884 con el título de maestra, y al año siguiente obtuvo el diploma de bachiller en Ciencias y Letras.  Poco después de graduarse estuvo a cargo de la única escuela complementaria de niñas que existía en la Ciudad de Guatemala bajo la dirección del entonces ministro de Instrucción Pública, licenciado Antonio Batres Jáuregui y luego pasó al claustro del Instituto Belén en donde impartió la cátedras de Pedagogía y Gramática con un método que mantenía el interés de sus alumnas quienes alcanzaban un nivel profesional aún antes de recibirse de maestras.
Promovió y consiguió que el 28 de junio de 1888, el gobierno del general Manuel Lisandro Barillas Bercián creara la Escuela Normal de Señoritas que empezó a funcionar en el antiguo instituto Belén; ese mismo año colaboró en la redacción del periódico La República. En 1891 fue nombrada como directora de la Escuela Normal, y en 1892 fue ascendida Inspectora General de Instrucción Primaria de la ciudad de Guatemala. Fue también presidente de la Academia Central de Maestros de Guatemala y socia de la Sociedad Geográfica de Madrid.
En 1894, contrajo matrimonio con el entonces ministro de Fomento y de la Guerra, licenciado Próspero Morales y dejó su carrera docente para dedicarse a su vida familiar.

### Renuncia de Próspero Morales

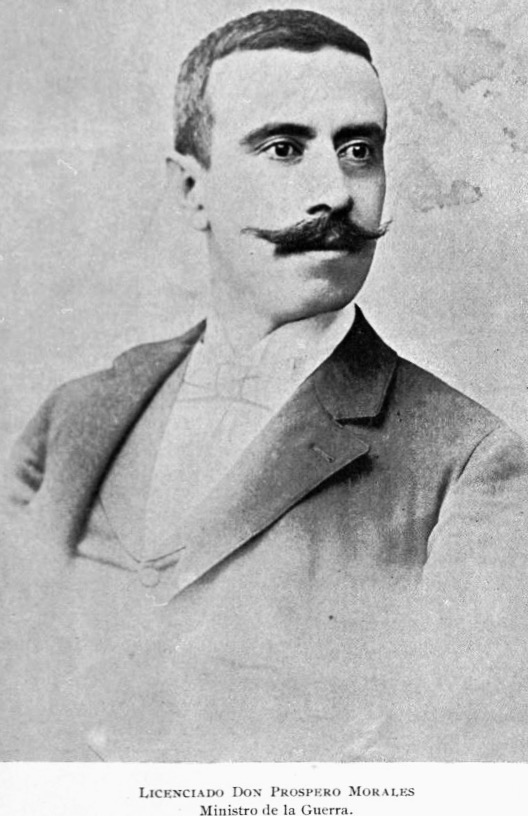
Licenciado Próspero Morales, esposo de Natalia Górriz. Fotografía publicada en La Ilustración Guatemalteca en 1896.

En enero de 1897 se iniciaron las revueltas en contra del gobierno de Reina Barrios; tras un ligero combate, invasores que intentaron derrocar al presidente fueron derrotados y sus líderes -Tadeo Trabanino, Braulio Martínez, Juan Vargas y Anselmo Fajardo- apresados, juzgados y fusilados el mismo día. Por esos mismos días empezaron a aparecer artículos de opinión en los que se tildaba al régimen de Barrios como tiránico, aduciendo que no se había permitido que se desarrollaran los partidos políticos que estaban garantizados por la ley. Y también hubo artículos que dudaban de la capacidad del gobierno para sacar adelante la Exposición Centroamericana y las elecciones presidenciales al mismo tiempo; las elecciones eran tema importante en ese momento, porque ya se había reportado que existía una moción para reformar la Constitución con la intención de eliminar la prohibición de la reelección, pero que no había procedido en 1896 porque no se reunieron los diez parlamentarios requeridos para iniciar el trámite; sin embargo, en febrero de 1897 ya se había reunido ese número de legisladores.
El 5 de marzo de 1897, su esposo Próspero Morales renunció a su cargo como Secretario del despacho de Instrucción Pública para participar como candidato presidencial en las elecciones presidenciales programadas para ese año..  A finales de marzo se publicaron fuertes editoriales contra el gobierno en el periódico opositor La República indicando que no se había concluido la línea del Ferrocarril del Norte y que para ello se necesitan casi doce millones de pesos guatemaltecos y que si se suspendían dichos trabajos, el costo del mantenimiento de lo ya construido costaría cerca de cuatro millones y medio de pesos guatemaltecos.  Los editores de La República acusaron al gobierno -especialmente a Próspero Morales, quien había sido ministro de Fomento, y al presidente de la República- de despilfarrar el erario pues trató de hacerlo todo a la vez: aparte del Ferrocarril del Norte -que por sí solo hubiera traído grandes beneficios económicos a Guatemala- se habían construido bulevares, parques, plazas, edificios suntuosos, aparte de gastar tres millones de pesos guatemaltecos en la Exposición Centroamericana.
En mayo era mayor el rechazo a la medida de reelección del presidente, la cual se calificó de atentado contra la Constitución y se rechazó emitir publicaciones en las que se favoreciera la misma. Por decreto de 24 de abril de 1897, la Asamblea Nacional Legislativa prorrogó sus sesiones por el tiempo que fuera necesario.  Cuatro días más tarde, y unos pocos antes de ser disuelta por el presidente, por decreto número 360 de 28 de abril, nombraba primer y segundo designados a la presidencia, respectivamente, al licenciado Manuel Estrada Cabrera y al general Manuel Soto.
El 31 de mayo de 1897 fue disuelta la Asamblea Legislativa y para agosto la situación era insostenible.  Próspero Morales se unió a las revoluciones que se desataron en contra del presidente, específicamente en Quetzaltenango.

### Muerte de Próspero Morales
Tras el fracaso de la revolución quetzalteca, Morales y su familia se asilaron en Tapachula, México en donde, al enterarse de que el licenciado Manuel Estrada Cabrera -antiguo ministro de Gobernación de Reina Barrios- había sido nombrado presidente interino de Guatemala tras el asesinato del presidente el 8 de febrero de 1898, Próspero Morales decidió participar como candidato presidencial en las elecciones presidenciales de 1898. Cuando se dio cuenta de que Estrada Cabrera estaba abusando del ejecutivo para ganar las elecciones, viajó a la Ciudad de México con el fin de organizar una invasión a Guatemala. En Tapachula recibió el apoyo de los coroneles Rodrigo Castilla y Víctor López, quienes vivían del lado guatemalteco de la frontera, en San Marcos -de donde Morales era originario. El 22 de julio de 1898, las fuerzas rebeldes provenientes de México y que sumaban aproximadamente mil quinientos hombres armados con rifles Máuser ingresaron a Guatemala para acabar con el régimen de Estrada Cabrera, pero su aventura fue repelida rápidamente, pues Estrada Cabrera mandó una tropa de doce mil hombres a detenerlos, suspendió las garantías constitucionales y solicitó el auxilio de un buque militar inglés para que bombardeara el Puerto de Ocós y luego lo ocupara. El comandante nombrado para combatir la invasión fue el expresidente Manuel Lisandro Barillas Bercián, quien en poco tiempo logró controlar la situación, derrotando a los rebeldes en Vado Ancho el 5 de agosto de ese año. Tras el fracaso de la invasión, los seguidores de Morales se dividieron; un grupo decidió retirarse a México y otros se quedaron con el líder opositor, quien anduvo deambulando por los Cuchumatanes durante varios días, hasta que el 14 de agosto decidió rendirse. Llegó vivo hasta la aldea de San Sebastián, donde falleció, el 17 de ese mes.

### Reinicio de su carrera docente
Tras enviudar, publicó su libro Compedio de geografía descriptiva en 1904 y luego se hizo cargo de la Escuela Internacional de Señoritas, a donde la élite guatemalteca enviaba a estudiar sus hijas.  También se mantuvo activa en el ambiente literario y entre sus amistades se contaba el literato cabrerista Máximo Soto Hall. También contribuyó regularmente con los Álbumes de Minerva que se publicaban en octubre de cada año con motivo de las Fiestas Minervalias que organizaba el gobierno de Manuel Estrada Cabrera y junto con los maestros Pedro Pablo Valdés, Lucas T. Cojulún, Rafael Aqueche y la escritora Vicente Laparra de la Cerda fundaron el periódico Cantón Barrios.
En 1922, el Congreso Feminista Panamericano tuvo lugar en Baltimore, EE. UU. y asistieron delegadas de veinte países latinos; en el Congreso se puso de manifiesto la notoria desigualdad entre la representación estadounidense y la hispanoamericana, así como el predominio de las anglosajonas entre las que hubo algunas que esgrimieron una actitud negativa hacia América Latina. Ante esa situación la escritora y filántropa mexicana Elena Arizmendi, quien había asistido al congreso, anunció su proyecto de formar una Liga de Mujeres Ibéricas e Hispanoamericanas -o Liga de mujeres de la raza- la cual se desarrolló en 1923; en Guatemala, la profesora Górriz de Morales fue la representante de la Liga.
Cuando la formación de maestras especializadas en nivel parvulario se inició formalmente en Guatemala el 28 de junio de 1928, su primer plan de estudios incluía: Fundamentos del Método Parvulario, psicología del niño, núsica, dibujo, trabajo manual y juegos educativos.  La profesora Górriz de Morales estuvo entre aquellos primeros catedráticos que sirvieron gratuitamente.

### Monumento a Enrique Gómez Carrillo

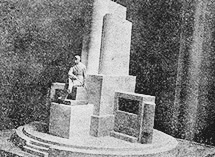
Maqueta original del monumento a Gómez Carrillo.

El 9 de julio de 1941, a iniciativa del escritor nicaragüense Juan Manuel Mendoza, quien fuera biógrafo de Enrique Gómez Carrillo, se instituyó el Comité pro-monumento a Enrique Gómez Carrillo, el cual estuvo presidido por la señora Górriz de Morales. El comité tuvo entre sus colaboradores a Miguel Ángel Asturias y Federico Hernández de León, quienes pusieron a la orden del mismo, el Diario del Aire, y Nuestro Diario, respectivamente.

## Obras
- Vida y viajes de Colón, 1895[19]
- Compendio de geografía descriptiva, 1904 (dedicada a su fallecido esposo, Próspero Morales)[2]
- Luisa Xicotencatl, princesa de Tlaxcala, 1943[20]

## Homenajes
En 1943 se fundó la Escuela Nacional de Párvulos Natalia Górriz vda. de Morales en Puerto Barrios, Izabal;
y en 1948 el gobierno de Juan José Arévalo inauguró la Escuela Tipo Federación para párvulos en la zona 5 de la Ciudad de Guatemala.
En enero de 2010, el Ministerio de Educación de Guatemala decidió homenajear a la profesora Górriz de Morales, por medio del acuerdo ministerial 104-2010, emitido el 19 de enero de 2010 y publicado el 22 del mismo mes en el oficial Diario de Centro América.  El acuerdo bautizó al salón 2 del Edificio 2 de las instalaciones de la Planta Central del Ministerio de Educación con el nombre de Natalia Gorriz de Morales.

### Obras de Górriz de Morales
- Górriz de Morales, Natalia (2010) [1891]. Compendio de gramática descriptiva. Nabu Press. ISBN 978-1142827465.
- — (2010) [1895]. Vida y viajes de Colón. Nabu Press. ISBN 978-1145149526.
- — (1904). Compendio de geografía descriptiva. Tegucigalpa, Honduras: Tipografía Nacional.
- — (1943). Luisa Xicotencatl, princesa de Tlaxcala. Tipografía El Liberal Progresista. p. 46.

- Datos: Q19900605
- Multimedia: Natalia Górriz / Q19900605